# Allées de Tourny (Périgueux)
Vous lisez un « bon article » labellisé en 2014.
Pour les articles homonymes, voir Allées de Tourny.
Les allées de Tourny sont des allées situées dans le centre-ville de Périgueux, dans le département français de la Dordogne.
Leur histoire remonte au XVIIIe siècle, lorsque l'intendant Louis-Urbain Aubert de Tourny les crée entre 1743 et 1748. En 1909, le monument aux morts des mobiles de la Dordogne est construit dans sa partie orientale, dénommée « esplanade du Souvenir » en 1997. Les allées sont classées comme site d'intérêt pittoresque depuis 1950. Depuis les années 1980, elles accueillent différentes manifestations.

## Situation et accès
Larges d'environ 70 mètres en moyenne pour une longueur maximale d'environ 350 mètres, les allées de Tourny présentent une forme trapézoïdale, s'étendant sur 21 300 m2.
Les allées de Tourny débutent au sud-est, à l'intersection avec la rue de l'Arsault. Se succèdent ensuite, au nord des allées, les rues Paul-Louis-Courier et du Docteur-Armand-de-Lacrousille. La voie débouche à l'ouest sur la place Yves-Guéna. Le cours Tourny est parallèle aux allées et marque leur limite sud.

## Origines et historique
En 1483, les Augustins font construire un premier couvent doté d'un enclos au nord de la ville de Périgueux. Ce couvent est détruit par les protestants en 1575, lors de leur occupation de la ville.
Sur l'emplacement de la place du Plantier, correspondant à l'enclos des Vieux Augustins, les allées de Tourny sont créées de 1743 à 1748 par l'intendant Tourny et sont d'abord appelées place Tourny. À la Révolution, elles sont désignées sous divers noms : place de la Liberté, place de l'Union (en 1793) et place de la Réunion. En 1861, le boulevard, situé au sud des allées, est dénommé cours Tourny tandis que l'année suivante, la voie située au nord, depuis le bâtiment de la préfecture jusqu'à la rue de Paris (l'actuelle avenue Georges-Pompidou), prend le nom de boulevard Tourny. Ce n'est qu'en 1890 qu'apparaît le nom des allées de Tourny, désignant à la fois le terre-plein central et la voie située au nord (l'ex-boulevard Tourny).
La place est d'abord plantée d'ormeaux en 1747, puis d'ormeaux à feuilles moyennes en 1872. En 1787, les premiers bancs de pierre sont installés sous l'ombre des ormeaux. En 1871, des platanes remplacent les premiers ormeaux malades. En 1876, dans un contexte urbain mouvementé après la construction de l'hôtel de préfecture à quelques dizaines de mètres, un square muni d'un plan d'eau est aménagé à côté du belvédère, avant la construction en 1899 du kiosque à musique, inauguré en mai 1900 et du boulodrome,. En 1900, la partie ouest est plantée de marronniers d'Inde. Le Monument aux morts des mobiles de la Dordogne est érigé en 1909, dans la partie orientale des allées, portant depuis 1997 le nom d'esplanade du Souvenir. Ce monument imposant est l'œuvre du sculpteur Edmond Desca (1855-1918) et sert aujourd'hui de mémorial des différentes guerres.
En 1961, deux statues en pierre de Montaigne et de Fénelon, réalisées par Gilbert Privat sont érigées sur les allées. En 1972, les platanes sont remplacés. En 1983, devenue dangereuse, la toiture du kiosque à musique est enlevée. En 1985, cinquante-cinq tilleuls argentés sont implantés sur les allées, en remplacement des ormeaux, des tilleuls et des platanes.
En octobre 2015, le chantier de rénovation du kiosque à musique démarre en vue de rénover entièrement le kiosque par des élèves du CFA du bâtiment et des travaux publics de la Dordogne, avec « reconstitution des colonnes, de la toiture et même du lustre central » en style Belle Époque. Début juin 2018, le chantier est terminé à temps pour l'utilisation du kiosque lors de la fête de la musique. En 2022, ce kiosque est reproduit sur un carnet de timbres « pour célébrer le 40e anniversaire de la fête de la musique .
En 2020, des travaux sont entrepris pour aménager au nord les allées en pôle d'échanges (desservant six lignes de bus) et sécuriser au sud le cours Tourny avec création d'un parvis devant le musée d'Art et d'Archéologie du Périgord, de deux passages piétons surélevés et d'un îlot central piétonnier face à la rue Limogeanne. L'ensemble est inauguré en janvier 2021.
.

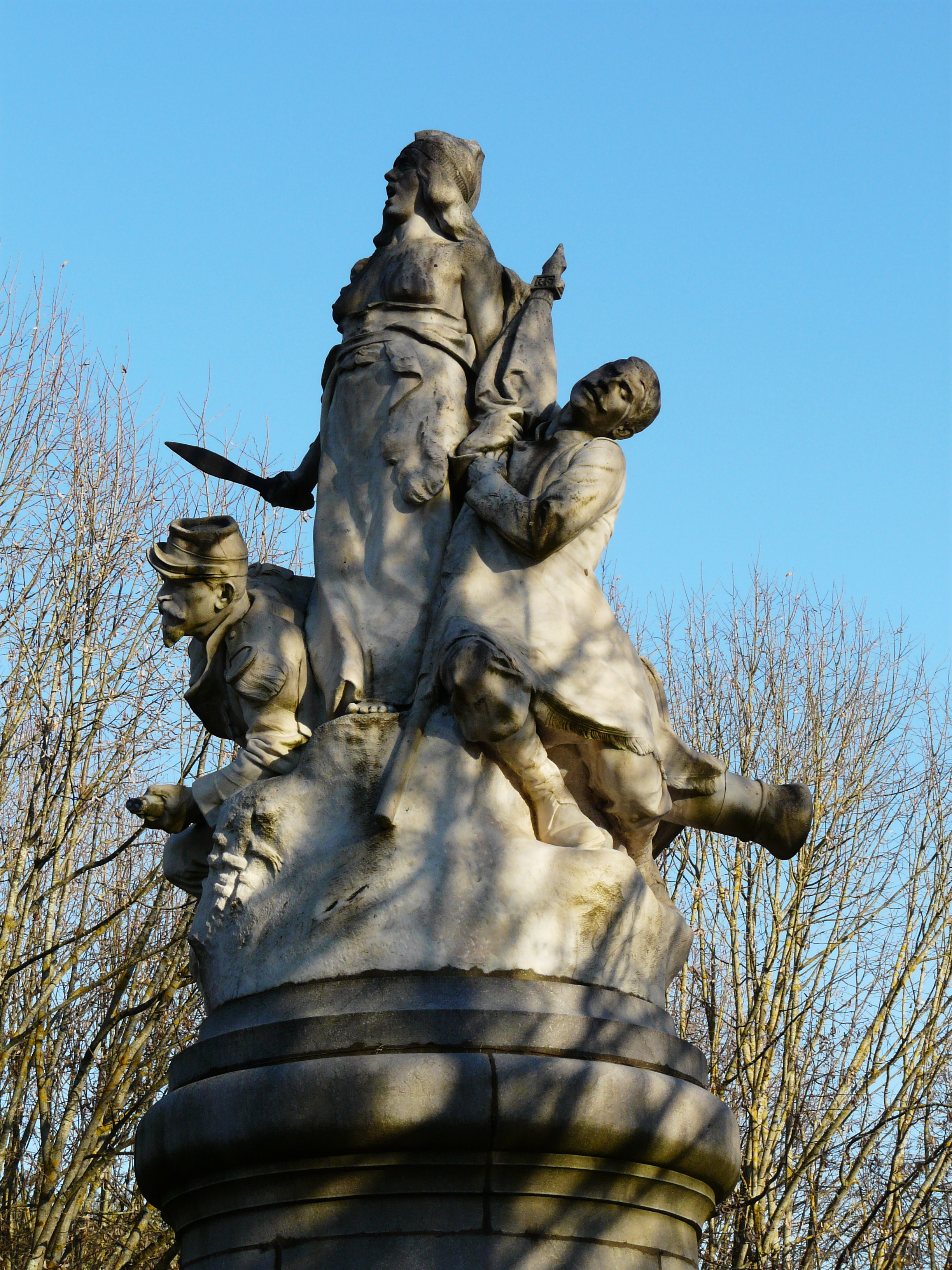
Edmond Desca, Monument aux morts des mobiles de la Dordogne.
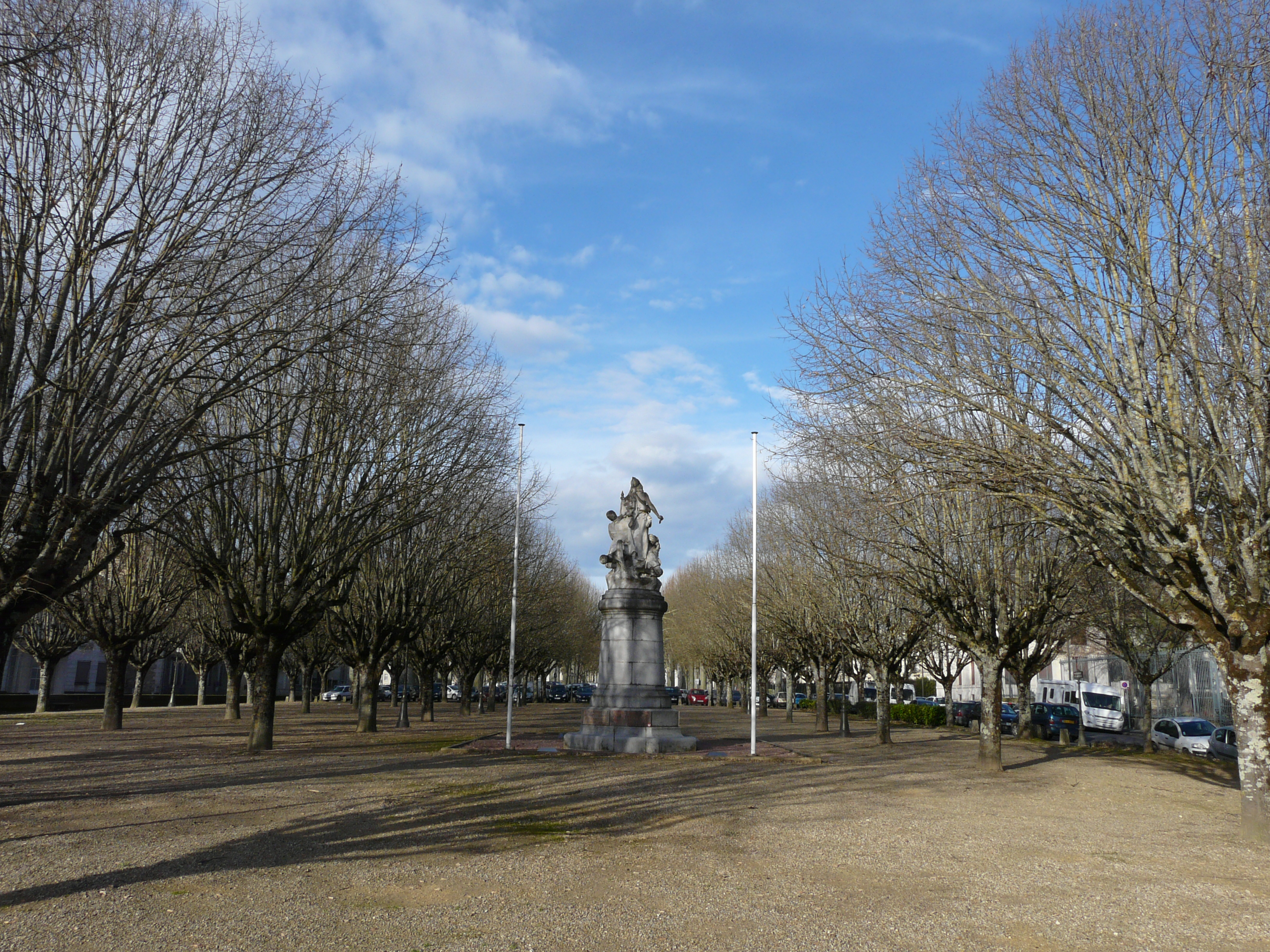
L'esplanade du Souvenir.
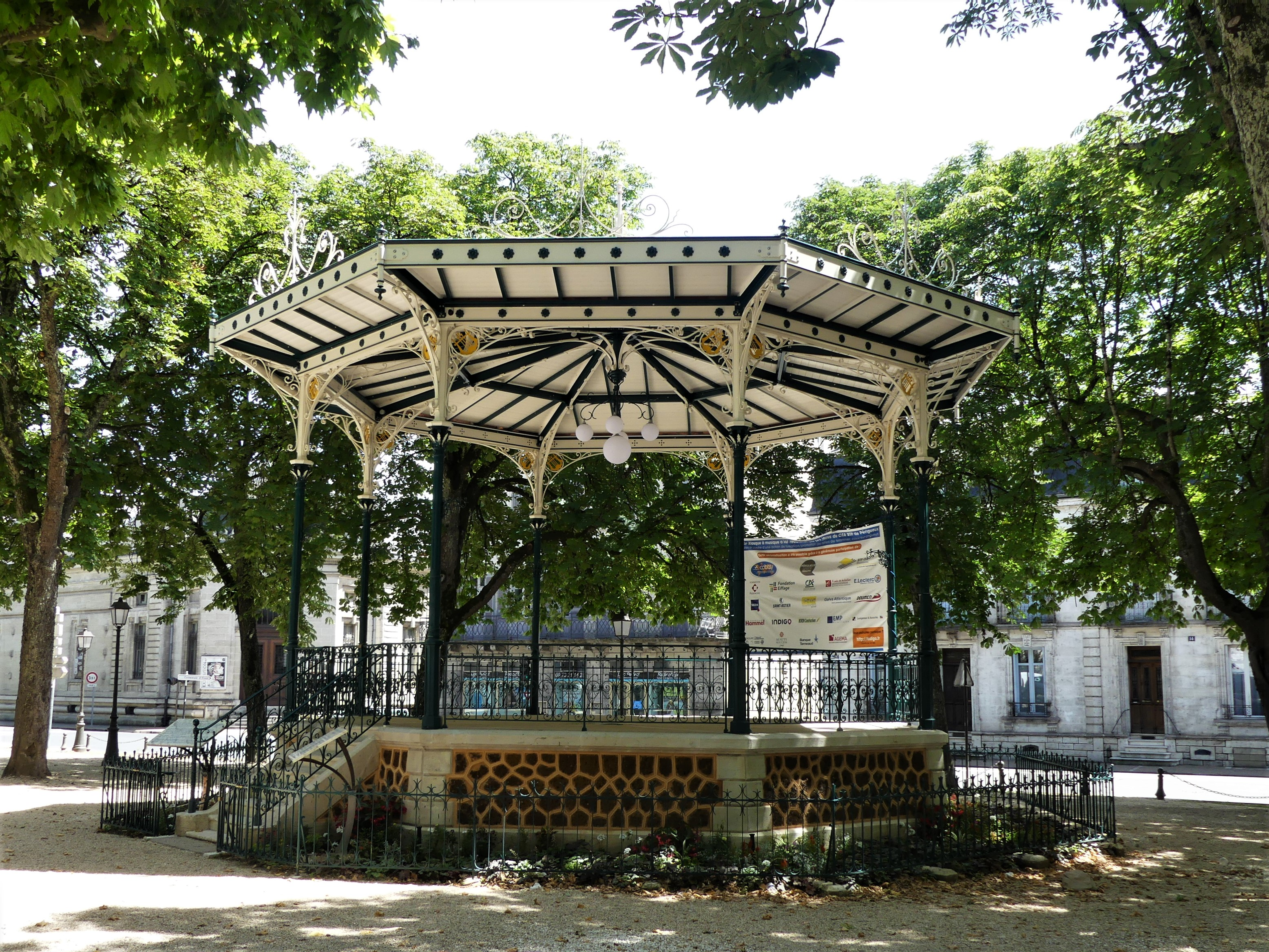
Le kiosque à musique, après sa rénovation en 2018..

### Popularité et protection
Avant les années 1970, les allées de Tourny sont l'un des lieux favoris pour les promenades des Périgourdins. Les allées de Tourny sont alors classées site d'intérêt pittoresque depuis le 21 septembre 1950, pour protéger les alignements d'arbres et l'ensemble des monuments historiques se trouvant autour.
Depuis 1971, les trois quarts du terre-plein central, côté ouest, servent de parc de stationnement, interdisant dorénavant la tenue de la Foire de Périgueux qui s'y déroulait chaque année, avant qu'elle ne migre, quelques années après, vers le quartier du Toulon, puis au parc des Expositions de Marsac-sur-l'Isle.
Les 20 et 21 septembre 2014, à l'occasion des Journées européennes du patrimoine à Périgueux, plusieurs visites des allées de Tourny se déroulent, dans ce lieu qui a « complètement bouleversé le paysage de la ville » selon Martine Balout, la responsable locale du label Ville d'art et d'histoire.

## Bâtiments remarquables et lieux de mémoire
Les allées sont entourées de plusieurs bâtiments remarquables. Au nord, l'hôtel de la Division, construit au XVIIIe siècle, a son entrée qui donne vers la façade sud — sur les allées de Tourny — depuis 1958 ; le bâtiment de la préfecture, inauguré en 1864, a sa façade principale qui donne sur les allées. De plus, une quinzaine d'hôtels particuliers, construits à partir des années 1870, se succèdent les uns aux autres, dont le no 9, inscrit au titre des monuments historiques. Côté sud, sur le cours Tourny, le musée d'art et d'archéologie du Périgord fait face à la préfecture.

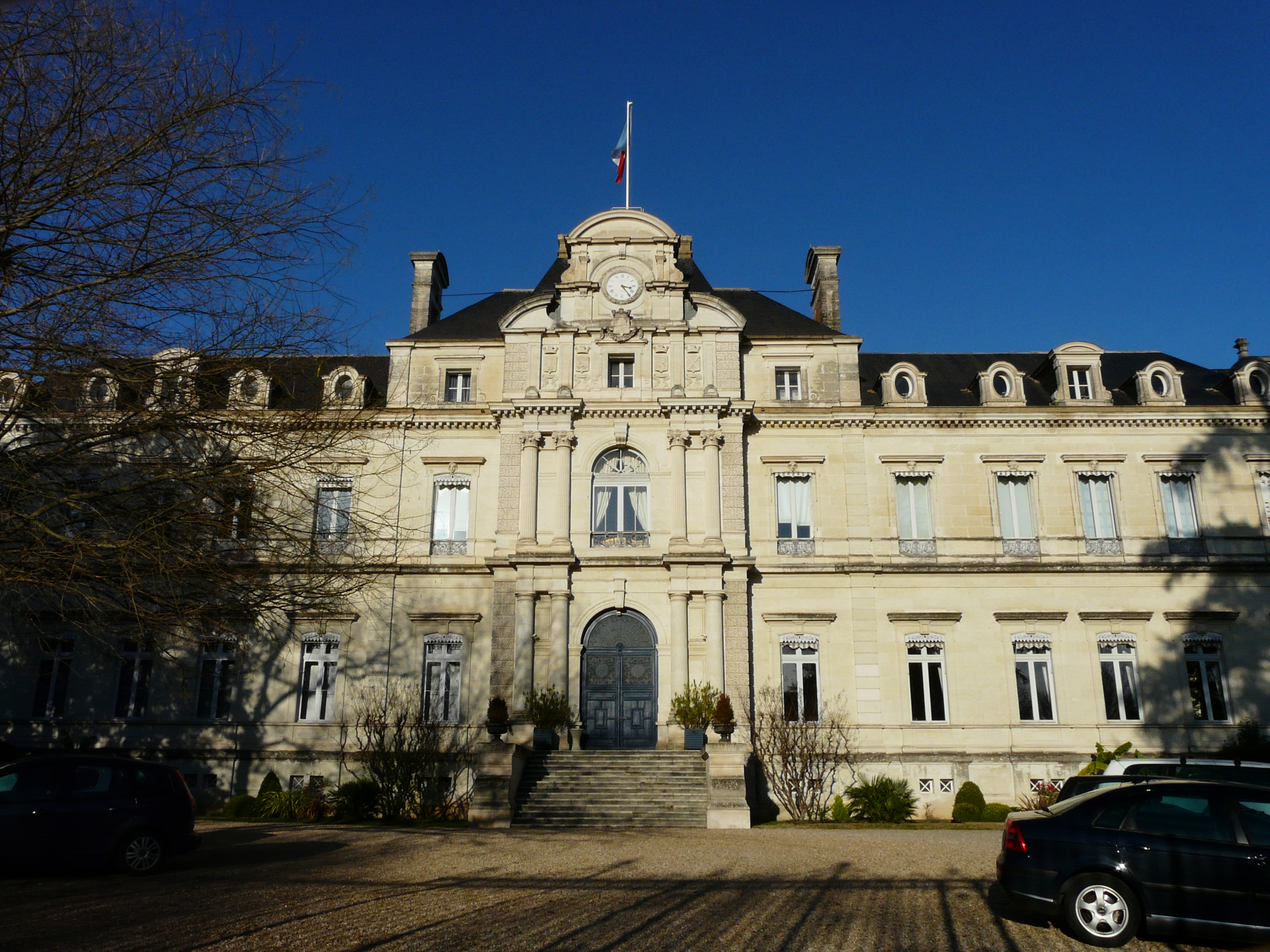
L'hôtel de préfecture de la Dordogne.
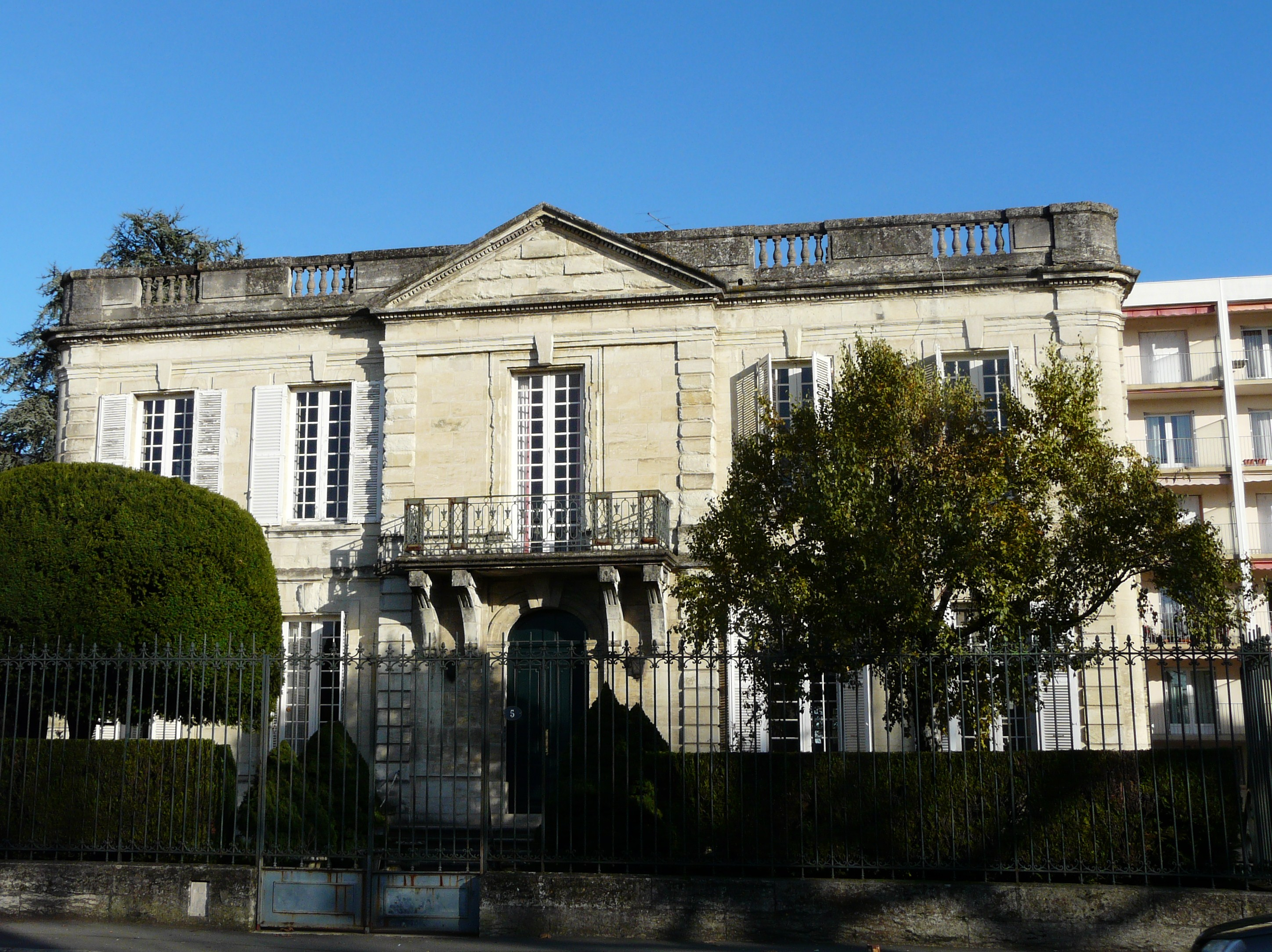
L'hôtel de la Division, façade sud.
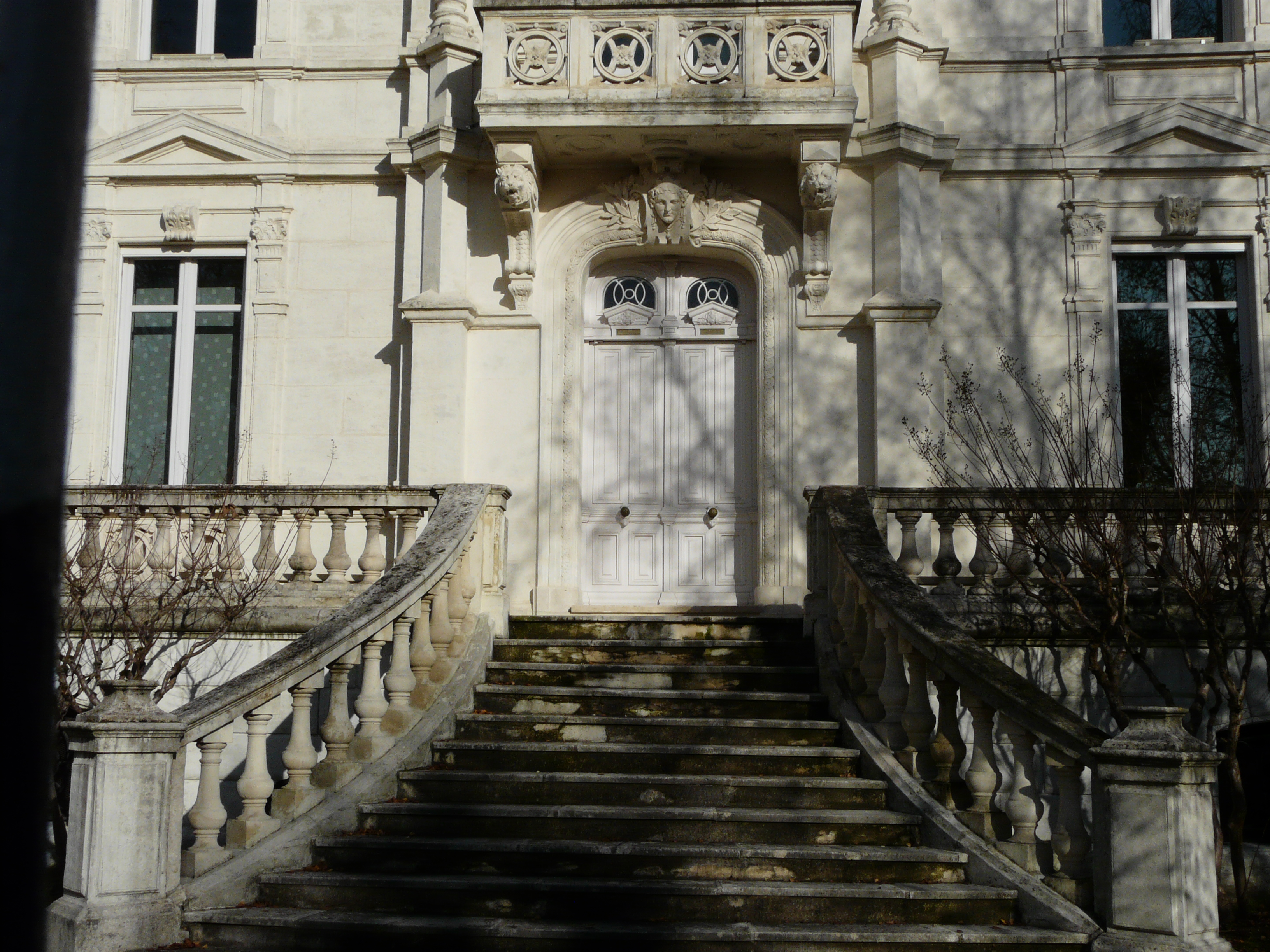
L'escalier du no 7 allées de Tourny.
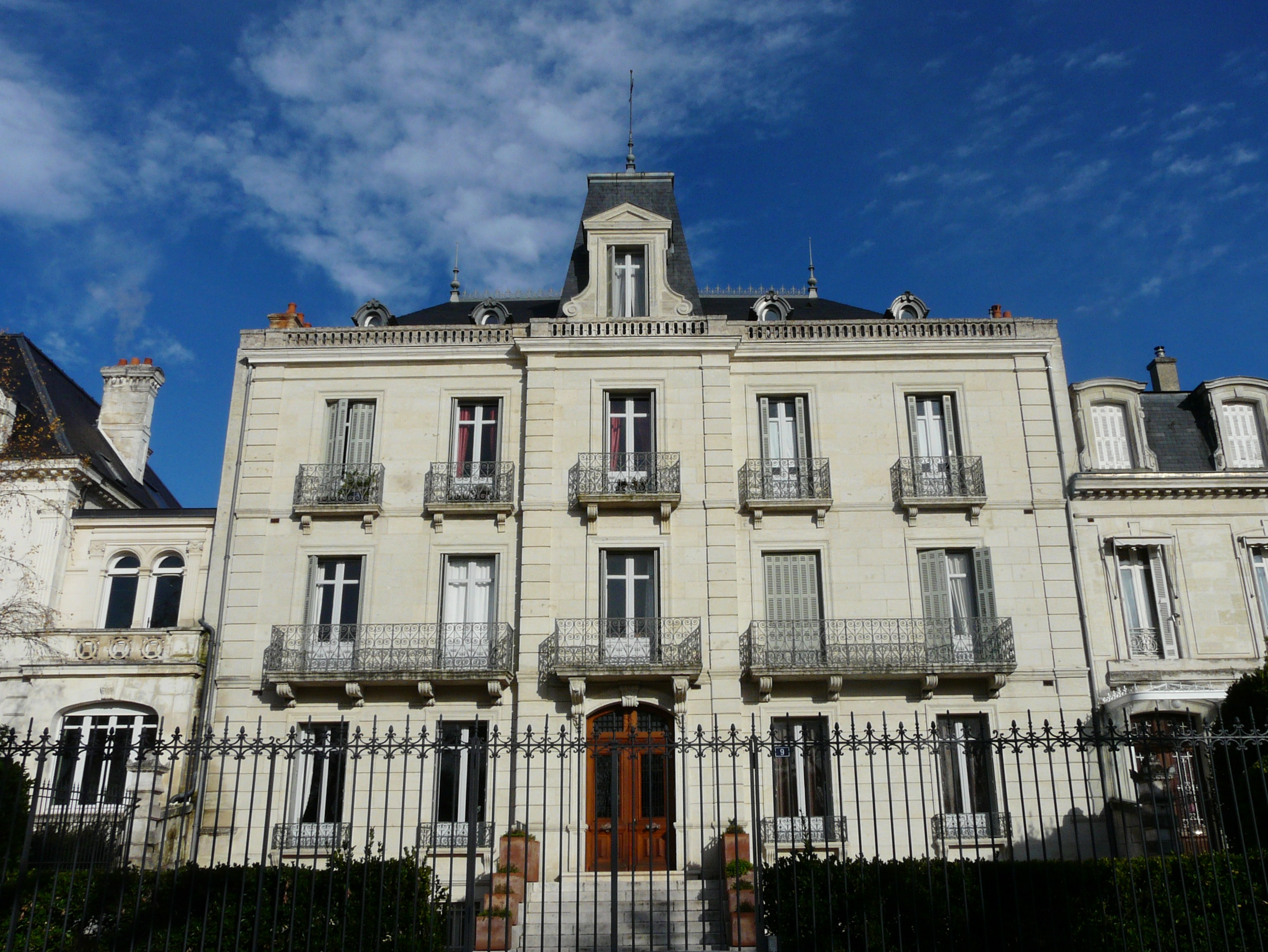
L'hôtel particulier du no 9 allées de Tourny.
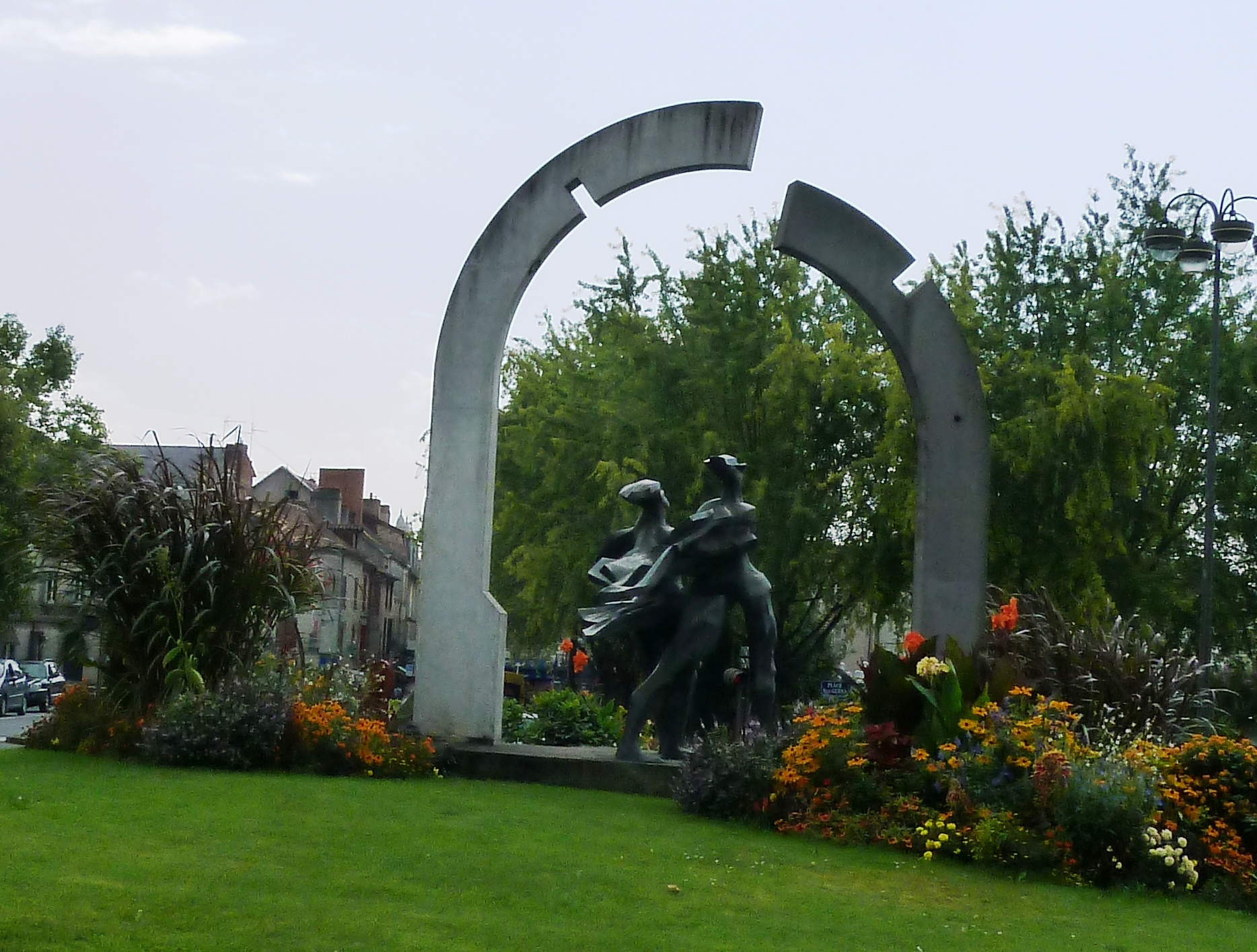
Place Yves-Guéna, vue du nord-nord-est.

### Animations
Ce lieu, en bordure nord du secteur sauvegardé de Périgueux, est le siège de diverses manifestations. Tous les ans, les allées de Tourny sont le lieu de départ d'un défilé de plusieurs centaines de pilotes de la Fédération française des motards en colère,. En avril 2012, le marché de la Clautre est déplacé sur les allées de Tourny. Depuis 2005, au mois de juin, le kiosque des allées de Tourny accueille la fête du slip. Le « National de pétanque » attire chaque année au mois d'août, depuis 1983, des milliers de boulistes, dont certains en provenance d'Afrique, d'Amérique ou d'Asie,. Cependant, la 35e édition de 2017 pourrait être la dernière sur le terre-plein car des travaux d'aménagement de 120 places supplémentaires de stationnement y sont prévus en 2018, en compensation des places qui seront supprimées cours Montaigne. Une fête foraine pour la période de Noël et du jour de l'an s'installe chaque année sur les allées de Tourny, à la place du parc de stationnement. Fin septembre 2015, les allées de Tourny et le cours Montaigne accueillent sur trois jours, selon la mairie, 30 000 visiteurs pour Péri'Meuh, une « fête agricole urbaine ». Cette fête agricole a été renouvelée en septembre 2017, puis en 2019. En 2021, cette manifestation n'a pas été incorporée au Festival du livre gourmand, au grand désappointement de représentants du monde agricole, notamment la Fédération départementale des syndicats d'exploitants agricoles (FDSEA) ; celle-ci, ayant déposé le titre « Péri'Meuh », a pris contact avec l'équipe municipale de Sarlat-la-Canéda qui devrait donc organiser cette manifestation en septembre 2022. Une nouvelle édition a été organisée à Périgueux fin septembre 2024 sur les places Bugeaud, Maurois, Montaigne et Tourny ; sur les trois jours, elle a attiré environ 30 000 personnes, selon la maire Delphine Labails.